# Donald fait son beurre
Pour plus de détails, voir Fiche technique et Distribution.
Donald fait son beurre (All in a Nutshell), renommé La Guerre des noix ! durant sa restauration en 2012, est un court métrage d'animation américain de la série Donald Duck, sorti le 2 septembre 1949 réalisé par les studios Disney.

## Synopsis
Donald essaye de voler les cacahouètes de Tic et Tac pour faire du beurre de cacahouète, dans sa boutique ayant la forme d'une coquille de noix. Les deux tamias alertés par le manège du canard vont le suivre jusqu'à sa boutique qu'ils prennent d'abord pour une gigantesque noix. Une fois entrés dedans, les deux rongeurs vont se servir directement en beurre de cacahouète. Donald va les poursuivre, mais il sera pris dans un tronc arbre que les deux tamias vont utiliser comme canon en lançant un nid d'abeille dedans. Donald sera alors expulsé dans le lac voisin.

## Fiche technique
- Titre original : All in a Nutshell
- Titre français : Donald fait son beurre, La Guerre des noix ![2]
- Série : Donald Duck
- Réalisateur : Jack Hannah
- Scénario : Bill Berg, Nick George
- Animateur : Jack Boyd, Bob Carlson, Bill Justice, Judge Whitaker
- Layout : Yale Gracey
- Décor : Thelma Witmer
- Musique : Oliver Wallace
- Voix : Clarence Nash (Donald), Dessie Flynn (Tac), James MacDonald (Tic)
- Producteur : Walt Disney
- Société de production : Walt Disney Productions
- Distributeur : RKO Radio Pictures
- Date de sortie : 2 septembre 1949
- Format d'image : Couleur (Technicolor)
- Durée : 7 min
- Langue : (en)
- Pays :  États-Unis

## Voix françaises
- Sylvain Caruso : Donald Duck
- Béatrice Belthoise : Tic
- Philippe Videcoq : Tac

## Commentaires
Le court métrage a été restauré et redoublé en 2012 dans la collection Mickey Trop drôle et renommé La Guerre des noix !.

## Titre en différentes langues
D'après IMDb :
- Argentine : Todo en una cáscara de nue
- Finlande : Akun pähkinävoitehdas, Kaikki pähkinänkuoressa, Pähkinänkuoressa
- Suède : Kalle Anka i ett nötskal